# Shepherd Moons
Shepherd Moons — третій студійний альбом ірландської співачки Enya, виданий 4 листопада 1991 року. Отримав нагороду Гремі у номінації «Найкращий Нью Ейдж альбом» у 1993 році. Альбом досяг першого місця у чарті Великої Британії та 17-го місця у Billboard 200 у США.

## Список доріжок
1. «Shepherd Moons» — 3:42
2. «Caribbean Blue» — 3:58
3. «How Can I Keep from Singing?» — 4:23
4. «Ebudæ» — 1:54
5. «Angeles» — 3:57
6. «No Holly for Miss Quinn» — 2:40
7. «Book of Days» — 2:32[1]
8. «Evacuee» — 3:50
9. «Lothlórien» — 2:08
10. «Marble Halls» — 3:53
11. «Afer Ventus» — 4:05
12. «Smaointe…» — 6:07

1. ↑  Ранні видання альбому включали версію цієї пісні з ірландськими словами. Пізніше редакції містили новий запис англійською, написаний для саундтреку до фільму «Далека країна».

## Сингли
- «Book of Days», додаткові доріжки: «Watermark», «On Your Shore» і «Exile».
- «Caribbean Blue», додаткові доріжки: «Orinoco Flow», «As Baile», «Angeles» и «Oriel Window».
- «How Can I Keep From Singing?», додаткові доріжки: «Oíche Chiún» и «S Fagaim Mo Bhaile».

## Учасники запису
- Enya — ударные, клавішні, вокал
- Andy Duncan — ударні
- Roy Jewitt — кларнет
- Liam O’Flynn — уільські труби
- Nicky Ryan — ударні
- Steve Sidwell — cornet

## Продакшн
- Продюсер: Nicky Ryan
- Виконавчий продюсер: Rob Dickins
- Інженери: Gregg Jackman, Nicky Ryan
- Асистент інженера: Robin Barclay
- Зведення: Gregg Jackman, Nicky Ryan
- Аранжування: Enya, Nicky Ryan
- Фотографії: David Scheinmann
- Костюми: The New Renaissance

## Позиції в чартах

### Альбом
| Рік  | Чарт                                   | Позиція |
| ---- | -------------------------------------- | ------- |
| 1991 | The Billboard 200 (США)                | 17      |
| 1991 | Top New Age Albums (США)               | 1       |
| 1991 | Official Album Chart (Велика Британія) | 1       |

### Сингли
| Рік  | Сингл                        | Чарт                                     | Позиція |
| ---- | ---------------------------- | ---------------------------------------- | ------- |
| 1991 | Caribbean Blue               | Modern Rock Tracks (США)                 | 3       |
| 1992 | Caribbean Blue               | Adult Contemporary (США)                 | 29      |
| 1992 | Caribbean Blue               | The Billboard Hot 100 (США)              | 79      |
| 1991 | Caribbean Blue               | Official Singles Chart (Велика Британія) | 13      |
| 1991 | How Can I Keep From Singing? | Official Singles Chart (Велика Британія) | 32      |
| 1992 | Book of Days                 | Official Singles Chart (Велика Британія) | 10      |